# Operazione Morvarid
Operazione Morvarid era il nome in codice di un'operazione militare lanciata il 28 novembre 1980 dalle Forze armate dell'Iran nella parte settentrionale del Golfo Persico, come parte dei più vasti eventi della guerra Iran-Iraq.
Le unità iraniane sferrarono un massiccio attacco alle installazioni portuali e petrolifere di Al-Faw, sbarcando a sorpresa reparti anfibi sul litorale iracheno; il contrattacco delle forze dell'Iraq portò a una vasta battaglia aeronavale, la maggiore di tutto il conflitto: nel corso di vari scontri gli iraniani inflissero gravissime perdite alla Marina irachena, che di fatto vide spazzata via gran parte della sua forza combattente di superficie.

## Antefatti
Dopo settimane di scaramucce di frontiera lungo la contesa zona di confine dello Shatt al-'Arab, il 22 settembre 1980 le forze armate dell'Iraq di Saddam Hussein lanciarono un'invasione su vasta scala dell'Iran: mentre le forze aeree irachene lanciavano un attacco generale alle basi dell'Aviazione iraniana, le forze di terra sferrarono tre offensive simultanee lungo un fonte di più di 640 chilometri, con una spinta principale nella regione meridionale del Khūzestān. L'azione irachena puntava ad approfittare del grave stato di crisi interna che gravava sull'Iran, ancora alle prese con i postumi della rivoluzione del 1978-1979 che aveva portato alla deposizione dello Scià Mohammad Reza Pahlavi e all'istituzione di un regime repubblicano islamico sotto Ruhollah Khomeyni.
L'offensiva dell'Iraq ottenne diversi successi iniziali, in particolare avanzando in profondità nel Khūzestān dove la città di Khorramshahr venne conquistata al termine di una sanguinosa battaglia e la città di Abadan, importante terminal petrolifero, posta sotto assedio. Se sul fronte terrestre e aereo gli iracheni godevano di un certo vantaggio, sul fronte navale l'Iran continuava nettamente a prevalere: la limitata estensione costiera dell'Iraq faceva sì che la Marina militare irachena fosse una forza piccola e trascurata, con circa 5 000 effettivi e una forza da combattimento incentrata su una decina di motocannoniere missilistiche classe Osa e classe Komar acquistate dall'Unione Sovietica. All'opposto, la Marina militare della Repubblica islamica dell'Iran era la più grande del Golfo Persico, ben rifornita di unità di costruzione occidentale tra cui sette tra cacciatorpediniere e fregate, quattro corvette e sei motocannoniere missilistiche; come il resto delle forze armate iraniane, anche la Marina dovette scontare uno scadimento qualitativo dei suoi quadri, dovuto alle epurazioni degli ufficiali di fede monarchica, e dei suoi materiali, a causa dell'interruzione delle forniture di equipaggiamenti e pezzi di ricambio da parte dei principali fornitori, gli Stati Uniti d'America, ma la superiorità navale dell'Iran sull'Iraq era talmente grande che poté essere conservata a dispetto di questo deterioramento.
Dopo che l'Iran ebbe proclamato il blocco navale nelle coste irachene, il 24 settembre le unità navali iraniane lanciarono un primo attacco contro il porto di Bassora e i terminal petroliferi di Al-Faw, riducendo gravemente la capacità di esportazione del greggio da parte dell'Iraq. Mentre sul fronte terrestre i combattimenti stagnavano, le forze iraniane prepararono un secondo e più ambizioso attacco alle installazioni petrolifere irachene affacciate sul Golfo Persico.

## L'operazione

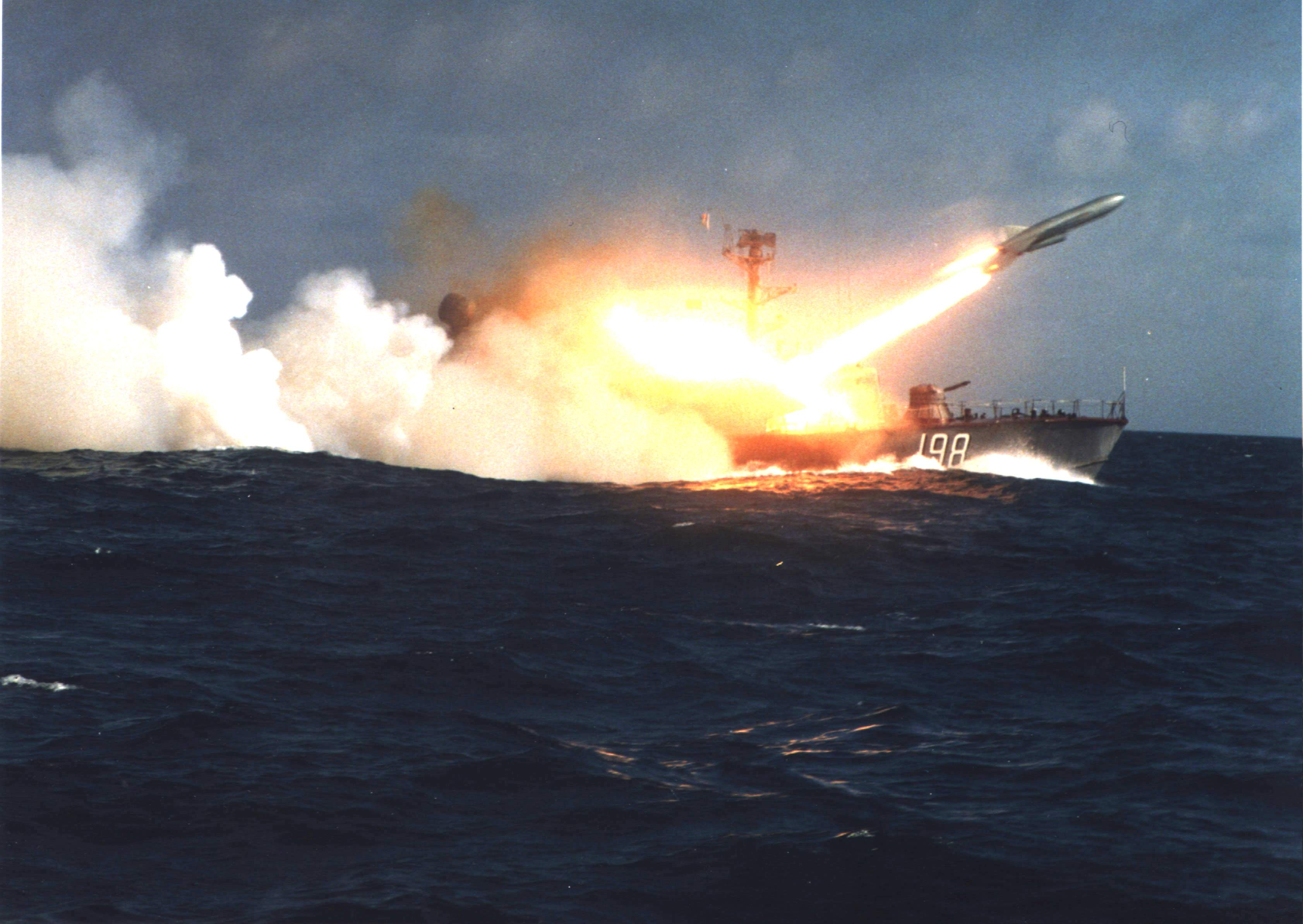
Una motocannoniera classe Osa mentre spara un missile antinave P-15

L'azione iraniana, denominata "operazione Morvarid" ("perla" in lingua farsi), ebbe inizio nel pomeriggio del 28 novembre 1980, quando caccia F-4 Phantom ed F-5 dell'Aeronautica iraniana attaccarono i campi d'aviazione iracheni nei dintorni di Bassora, abbattendo un caccia MiG-21 nemico. Nel corso della notte tra il 28 e il 29 novembre, quindi, le sei unità anfibie della Task Force 421 del comandante Mostafa Madani Nejad sbarcarono reparti della fanteria di marina iraniana nei pressi dei terminal petroliferi iracheni di Mina al Bakr e Khor-al-Amaya nei pressi di Al-Faw, appoggiati dall'aria da elicotteri d'attacco AH-1 Cobra e da trasporto Bell 214 e CH-47 Chinook: colti completamente di sorpresa, i difensori iracheni furono sopraffatti e le strutture, minate, furono completamente demolite.
Nel frattempo, due cannoniere missilistiche iraniane classe Kaman (la Paykan e la Joshan) imposero il blocco ai porti di Al-Faw e Umm Qasr cannoneggiando le strutture irachene. La Marina irachena tentò di intervenire nello scontro, e la mattina del 29 novembre cinque motomissilistiche classe Osa e due motosiluranti classe P6 uscirono in mare a caccia delle unità iraniane; le due Kaman iraniane ingaggiarono quindi un combattimento a colpi di missili con le unità irachene, e la Paykan riuscì ad affondare due Osa con il lancio di altrettanti missili AGM-84 Harpoon. Altre tre Osa irachene intervennero nello scontro, e gli iraniani chiamarono quindi in supporto i loro aerei. Due caccia F-4 iraniani decollarono in allarme dalla base di Bushehr, ma prima che potessero arrivare in zona la cannoniera Paykan era stata colpita e affondata da due missili P-15 iracheni; i caccia iraniani risposero con una salva di missili AGM-65 Maverick, che causò danni devastanti: nell'arco di cinque minuti tre Osa e due P-6 irachene furono centrare e affondate.

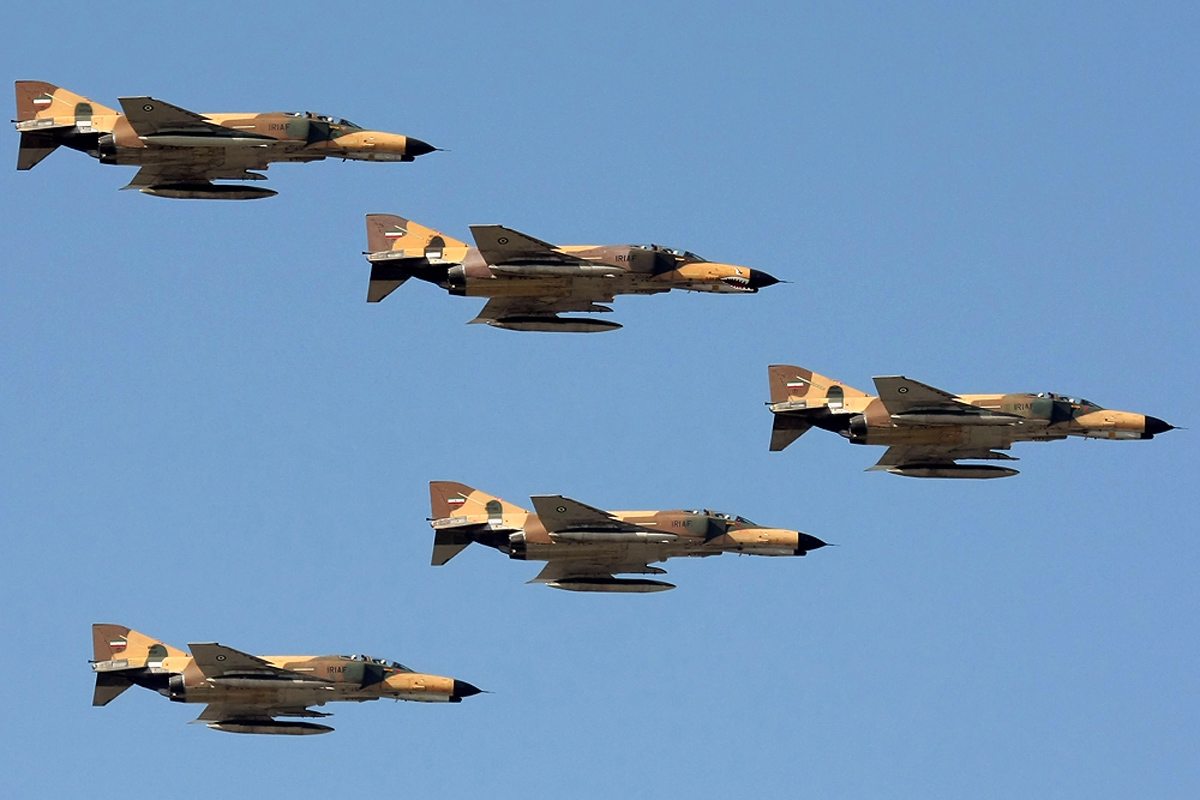
Una formazione di F-4 iraniani in volo

Pochi minuti dopo, quattro F-4 iraniani decollarono dalla base aerea di Shiraz e andarono ad attaccare il porto e i magazzini di Al-Faw con bombe a guida laser, mentre gli adiacenti siti della contraerea irachena venivano presi di mira da altri caccia F-4 ed F-5; a fronte di ingenti distruzioni causate dall'attacco iraniano gli iracheni rivendicarono l'abbattimento di un F-4, anche se il velivolo, danneggiato, riuscì in realtà a rientrare alla base. Altre formazioni di caccia iraniani si dislocarono sul Golfo Persico per coprire il rientro delle unità anfibie della Task Force 461; gli F-4 compirono un ulteriore attacco ai danni di una piattaforma petrolifera che serviva da base per gli elicotteri iracheni armati di missili antinave, colpendola e distruggendola con tre missili AGM-65 Maverick.
L'aviazione irachena intervenne quindi nello scontro con due gruppi di caccia intercettori MiG-23  e uno di cacciabombardieri MiG-21: ne seguì una violenta battaglia aerea nel corso della quale tre MiG-23 iracheni e un F-4 iraniano furono abbattuti; quattro MiG-23 tentarono di attaccare la cannoniera iraniana Joshan, ma questa ne abbatté due tramite il lancio da parte dell'equipaggio di missili antiaerei portatili Strela-2 mentre un terzo caccia iracheno fu abbattuto da un F-14 Tomcat iraniano. Questo fu l'ultimo scontro della giornata, e le unità navali iraniane tornarono alla base senza essere ulteriormente disturbate.

## Conseguenze
L'operazione Morvarid fu un completo successo per l'Iran: in circa 12 ore di scontri, l'Iraq perse sette unità navali tra motocannoniere Osa e motosiluranti P-6, un caccia MiG-21, sei caccia MiG-23 e un elicottero SA 321 Super Frelon, oltre ai gravi danni riportati ai porti e alle installazioni petrolifere di Al-Faw; di contro, le forze iraniane dovettero registrate l'affondamento di una cannoniera, l'abbattimento di un caccia F-4 e il danneggiamento di un secondo F-4.
Privata di un sol colpo di circa l'80% della sua forza di combattimento di superficie in un unico combattimento, la Marina irachena di fatto non si riprese più dallo scontro e per il resto del conflitto non si impegnò in ulteriori operazioni. L'attacco alle installazioni petrolifere di Al-Faw fu un danno gravissimo per l'economia dell'Iraq, ulteriormente aggravato dalla decisione della Siria di interrompere gli oleodotti iracheni diretti verso il mar Mediterraneo. L'operazione Morvarid segnò la fine della prima fase del conflitto Iran-Iraq: le unità irachene si attestarono sulle posizioni conquistate, ostacolate dal cattivo tempo e dalla pessima situazione logistica, iniziando ben presto a subire le controffensive delle riorganizzate forze iraniane.
Per via del successo dell'operazione Morvarid, la Marina militare iraniana celebra la sua festa il 29 novembre di ogni anno.